# ویکتور دیوید لوپز
ویکتور دیوید لوپز (انگلیسی: Víctor David López؛ زادهٔ ۲۰ آوریل ۱۹۸۷) بازیکن فوتبال اهل آرژانتین است.
از باشگاه‌هایی که در آن بازی کرده‌است می‌توان به باشگاه ورزشی ژوونتود اشاره کرد.